# Březina u Mnichova Hradiště
Březina ist eine Gemeinde im Okres Mladá Boleslav, Tschechien. Sie besteht aus den beiden Dörfern Březina und Honsob. 2007 waren 390 Einwohner in der Gemeinde ansässig.

## Geographie
Březina liegt am Ufer der Jizera sechs Kilometer nordöstlich der Stadt Mnichovo Hradiště. Nachbarorte sind im Norden Hubálov, Loukov und Doubrava, im Osten Žďár, im Süden Olšina und Hoškovice und im Westen Mohelnice nad Jizerou. Im Südosten grenzt die Gemeinde an das Landschaftsschutzgebiet Böhmisches Paradies. Březina hat Anschluss an die Schnellstraße R 10 und an die Eisenbahnstrecke Prag-Turnov.

## Geschichte
Die erste schriftliche Erwähnung des Ortes stammt aus dem Jahr 1225. Am Ende des 13. oder zu Beginn des 14. Jahrhunderts erhielt das Dorf eine Pfarrkirche, die dem Heiligen Laurentius geweiht ist. Wie viele benachbarte Orte war auch Březina Schauplatz der Kämpfe im Deutschen Krieg 1866. 

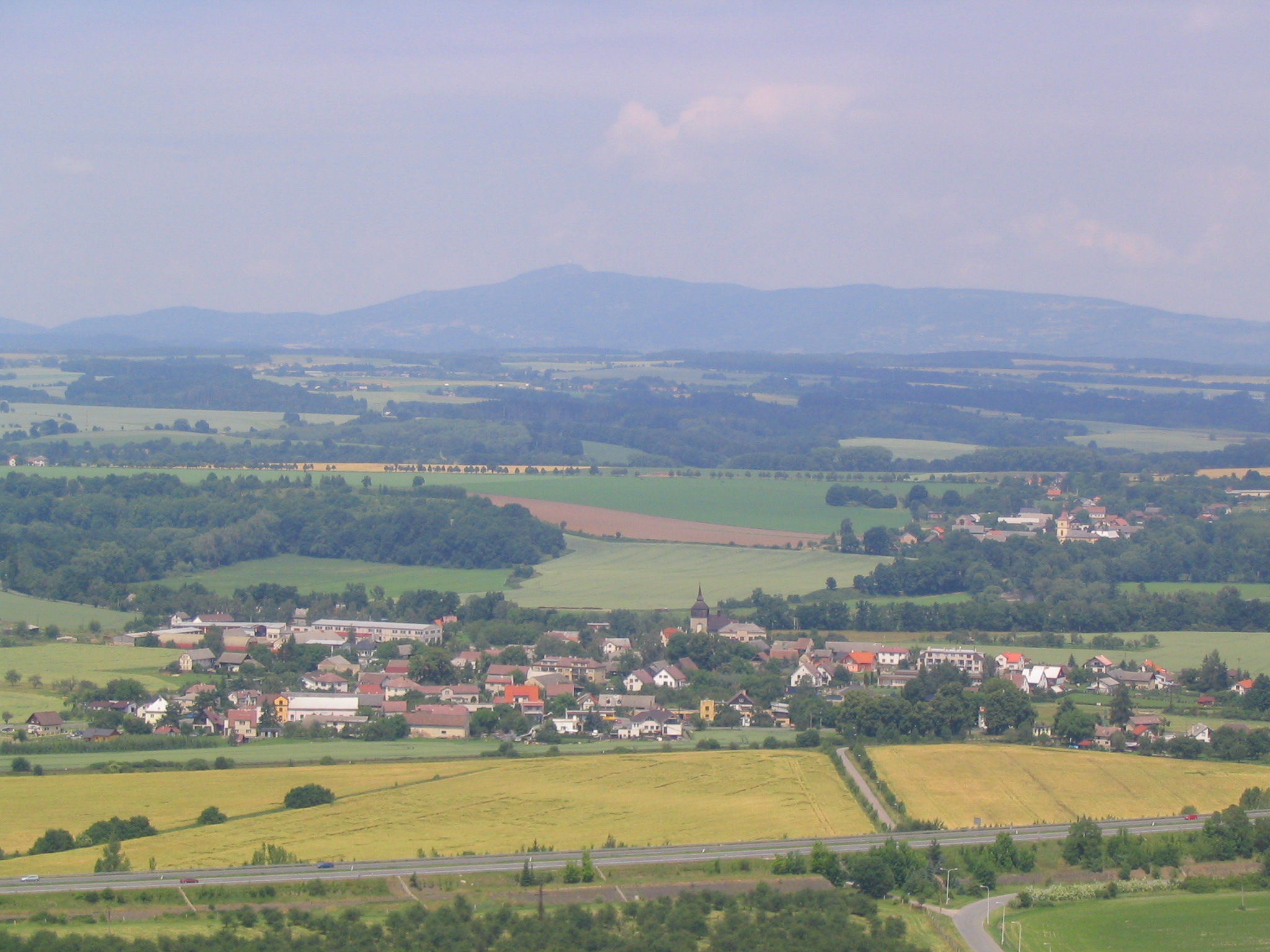
Blick auf Březina von der Felsenburg Drábské světničky

## Sehenswürdigkeiten
- Die St. Laurentius-Kirche wurde an der Wende des 13. / 14. Jahrhunderts im gotischen Stil erbaut und im 17. Jahrhundert im Spät-Renaissance-Stil umgestaltet. Der steinerne Glockenturm hat im oberen Drittel eine hölzerne Verschalung. Die Pfarre stammt aus dem späten 18. Jahrhundert und ist ein wertvolles Denkmal der regionalen Volksarchitektur.
- Zwei Kilometer südlich von Březina beginnt das „Böhmische Paradies“. Die nächstgelegenen Sehenswürdigkeiten sind der Berg Mužský, die Sandsteinblöcke und Schluchten in der Felsenstadt Příhrazské skály und die mittelalterliche Felsenburg Drábské světničky.
- Vier Kilometer östlich des Ortes liegt der 80,5 Hektar große Teich Žabakor. Er wurde im 16. Jahrhundert angelegt und 1998 zum Naturreservat erklärt. Auf dem Gelände des Reservats brüten 183 Vogelarten. Der Teich ist nicht öffentlich zugänglich.
- Der Sportflugplatz Hoškovice grenzt im Westen unmittelbar an das Gemeindegebiet.